# Olympische Sommerspiele 1980/Teilnehmer (Großbritannien)
| Gelbes Symbol für Goldmedaillen mit stilisierten Olympischen Ringen | Graues Symbol für Silbermedaillen mit stilisierten Olympischen Ringen | Braundes Symbol für Bronzemedaillen mit stilisierten Olympischen Ringen |
| ------------------------------------------------------------------- | --------------------------------------------------------------------- | ----------------------------------------------------------------------- |
| 5                                                                   | 7                                                                     | 9                                                                       |

Das Team Großbritannien umfasst die Athleten aus dem Vereinigten Königreich, den Kronbesitzungen der britischen Krone und den Britischen Überseegebieten mit Ausnahme von Bermuda, den Britischen Jungferninseln und den Kaimaninseln in London bei den Olympischen Spielen 1980. Es war die insgesamt 19. Teilnahme an Olympischen Sommerspielen. Von der British Olympic Association wurden 219 Athleten in 14 Sportarten nominiert. Im Hinblick auf die Diskussionen um einen Boykott wurde den britischen Athleten die Teilnahme freigestellt. Die britische Mannschaft nahm unter der olympischen Flagge teil.

## Medaillen

### Medaillenspiegel
| Medaillenspiegel Großbritannien |                |                              |                           |                           |        |
| Platz                           | Sportart       | Goldmedaille – Olympiasieger | Silbermedaille – 2. Platz | Bronzemedaille – 3. Platz | Gesamt |
| 1                               | Leichtathletik | 4                            | 2                         | 4                         | 10     |
| 2                               | Schwimmen      | 1                            | 3                         | 1                         | 5      |
| 3                               | Judo           | -                            | 1                         | 1                         | 2      |
| 4                               | Rudern         | -                            | 1                         | 2                         | 3      |
| 5                               | Boxen          | -                            | -                         | 1                         | 1      |
| Total                           | Total          | 5                            | 7                         | 9                         | 21     |

### Medaillengewinner

#### Gold
| Name           | Sportart       | Wettkampf   |
| -------------- | -------------- | ----------- |
| Allan Wells    | Leichtathletik | 100 m       |
| Steve Ovett    | Leichtathletik | 800 m       |
| Sebastian Coe  | Leichtathletik | 1500 m      |
| Daley Thompson | Leichtathletik | Zehnkampf   |
| Duncan Goodhew | Schwimmen      | 100 m Brust |

#### Silber
| Name | Sportart       | Wettkampf           |
| --- | -------------- | ------------------- |
| Allan Wells | Leichtathletik | 200 m               |
| Sebastian Coe | Leichtathletik | 800 m               |
| Neil Adams | Judo           | Leichtgewicht       |
| Henry Clay, Andrew Justice, Chris Mahoney, Duncan McDougall, Malcolm McGowan, Colin Moynihan, John Pritchard, Richard Stanhope, Allan Whitwell | Rudern         | Achter              |
| Philip Hubble | Schwimmen      | 200 m Schmetterling |
| Sharron Davies | Schwimmen      | 400 m               |
| June Croft, Helen Jameson, Margaret Kelly, Ann Osgerby                                                                                         | Schwimmen      | 4 × 100 m           |

#### Bronze
| Name                                                                            | Sportart       | Wettkampf              |
| ------------------------------------------------------------------------------- | -------------- | ---------------------- |
| Allan Wells                                                                     | Leichtathletik | 200 m                  |
| Gary Oakes                                                                      | Leichtathletik | 400 m Hürden           |
| Beverley Goddard-Callender, Heather Hunte, Sonia Lannaman, Kathy Smallwood-Cook | Leichtathletik | 4 × 100 m              |
| Donna Hartley, Joslyn Hoyte-Smith, Linsey Macdonald, Michelle Probert           | Leichtathletik | 4 × 400 m              |
| Anthony Willis                                                                  | Boxen          | Halbweltergewicht      |
| Arthur Mapp                                                                     | Judo           | Offen                  |
| Malcolm Carmichael, Charles Wiggin                                              | Rudern         | Zweier ohne Steuermann |
| John Beattie, David Townsend, Ian McNuff, Martin Cross                          | Rudern         | Vierer                 |
| Gary Abraham, Duncan Goodhew, David Lowe, Martin Smith                          | Schwimmen      | 4 × 100 m              |

## Teilnehmer nach Sportarten

### Bogenschießen
Einzelwettbewerb der Herren
| Platz | Land | Athlet         | Punkte |
| ----- | ---- | -------------- | ------ |
| 4     | GBR  | Mark Blenkarne | 2.446  |
| 13    | GBR  | Dennis Savory  | 2.407  |

Einzelwettbewerb der Damen
| Platz | Land | Athlet            | Punkte |
| ----- | ---- | ----------------- | ------ |
| 22    | GBR  | Gillian Patterson | 2.216  |
| 25    | GBR  | Christine Harris  | 2.187  |

### Boxen
| Platz | Land | Klasse                          | Athlet              |
| ----- | ---- | ------------------------------- | ------------------- |
| -     | GBR  | Fliegengewicht (bis 52 kg)      | Keith Wallace       |
| -     | GBR  | Bantamgewicht (bis 54 kg)       | Raymond Gilbody     |
| -     | GBR  | Federgewicht (bis 57 kg)        | Peter Joseph Hanlon |
| -     | GBR  | Leichtgewicht (bis 60 kg)       | George Gilbody      |
| 3     | GBR  | Halbweltergewicht (bis 63,5 kg) | Anthony Willis      |
| -     | GBR  | Weltergewicht (bis 67 kg)       | Joey Frost          |
| -     | GBR  | Halbmittelgewicht (bis 71 kg)   | Nicky Wilshire      |
| -     | GBR  | Mittelgewicht (bis 75 kg)       | Mark Kaylor         |
| -     | GBR  | Halbschwergewicht (bis 81 kg)   | Andy Straughn       |

### Fechten
| Platz | Land | Klasse             | Athlet                                                   |
| ----- | ---- | ------------------ | -------------------------------------------------------- |
| -     | GBR  | Florett Einzel     | Pierre Harper                                            |
| -     | GBR  | Florett Einzel     | Rob Bruniges                                             |
| -     | GBR  | Florett Mannschaft | John Llewellyn, Steven Paul, Rob Bruniges, Pierre Harper |
| -     | GBR  | Degen Einzel       | Steven Paul                                              |
| -     | GBR  | Degen Einzel       | John Llewellyn                                           |
| -     | GBR  | Degen Einzel       | Neal Mallett                                             |
| -     | GBR  | Degen Mannschaft   | Steven Paul, John Llewellyn, Neal Mallett, Rob Bruniges  |
| -     | GBR  | Säbel Einzel       | Mark Slade                                               |

| Platz | Land | Klasse             | Athlet                                                                                 |
| ----- | ---- | ------------------ | -------------------------------------------------------------------------------------- |
| -     | GBR  | Florett Einzel     | Ann Brannon                                                                            |
| -     | GBR  | Florett Einzel     | Linda Ann Martin                                                                       |
| -     | GBR  | Florett Einzel     | Susan Wrigglesworth                                                                    |
| -     | GBR  | Florett Mannschaft | Susan Wrigglesworth, Ann Brannon, Wendy Ager-Grant, Linda Ann Martin, Hilary Cawthorne |

### Gewichtheben
Männer
- Jeffrey Bryce
- John Burns
- Newton Burrowes
- Andy Drzewiecki
- Leo Isaac
- Gary Langford
- Geoffrey Laws
- Stephen Pinsent
- Kevin Welch-Kennedy
- Alan Winterbourne

### Judo
Männer
- Neil Adams
Silber  Leichtgewicht
- Christopher Bowles
- Mark Chittenden
- Peter Donnelly
- John Holliday
- Arthur Mapp
Bronze  Offene Klasse
- Raymond Neenan
- Paul Radburn

### Kanu
| Männer - Christopher Ballard - Grayson Bourne - Stephen Brown - Steven Hancock - Douglas Parnham - Willie Reichenstein - Neil Robson - Alan Williams | Frauen - Lucy Perrett - Lesley Smither - Frances Wetherall |

### Leichtathletik
| Athleten                                                    | Wettbewerb       | Vorlauf | Vorlauf       | Viertelfinale | Viertelfinale | Halbfinale | Halbfinale    | Finale  | Finale                       |
| Athleten                                                    | Wettbewerb       | Zeit    | Rang          | Zeit          | Rang          | Zeit       | Rang          | Zeit    | Rang                         |
| ----------------------------------------------------------- | ---------------- | ------- | ------------- | ------------- | ------------- | ---------- | ------------- | ------- | ---------------------------- |
| Männer                                                      |                  |         |               |               |               |            |               |         |                              |
| Allan Wells                                                 | 100 m            | 10,35   |               | 10,11         |               | 10,27      |               | 10,22   | Goldmedaille – Olympiasieger |
| Cameron Sharp                                               | 100 m            | 10,38   |               | 10,38         |               | 10,60      | ausgeschieden |         |                              |
| Drew McMaster                                               | 100 m            | 10,43   |               | 10,42         | ausgeschieden |            |               |         |                              |
| Allan Wells                                                 | 200 m            | 21,57   |               | 20,59         |               | 20,75      |               | 20,21   | Silbermedaille – 2. Platz    |
| Cameron Sharp                                               | 200 m            | 21,51   |               | 21,16         |               | 21,24      | ausgeschieden |         |                              |
| Michael McFarlane                                           | 200 m            | 21,43   |               | 21,33         | ausgeschieden |            |               |         |                              |
| David Jenkins                                               | 400 m            | 46,67   |               | 45,99         |               | 45,59      |               | 45,56   | 7. Platz                     |
| Alan Bell                                                   | 400 m            | 47,38   |               | 46,17         |               | 48,50      | ausgeschieden |         |                              |
| Glendon Cohen                                               | 400 m            | 48,35   |               | 47,35         | ausgeschieden |            |               |         |                              |
| Steve Ovett                                                 | 800 m            | 1:49,4  |               |               |               | 1:46,6     |               | 1:45,9  | Goldmedaille – Olympiasieger |
| Sebastian Coe                                               | 800 m            | 1:48,5  |               |               |               | 1:46,7     |               | 1:45,9  | Silbermedaille – 2. Platz    |
| David Warren                                                | 800 m            | 1:49,9  |               |               |               | 1:47,2     |               | 1:49,3  | 8                            |
| Sebastian Coe                                               | 1500 m           | 3:40,1  |               |               |               | 3:39,4     |               | 3:39,4  | Silbermedaille – 2. Platz    |
| Steve Ovett                                                 | 1500 m           | 3:36,8  |               |               |               | 3:43,1     |               | 3:39,0  | Bronzemedaille – 3. Platz    |
| Steve Cram                                                  | 1500 m           | 3:44,1  |               |               |               | 3.43,6     |               | 3.41,0  | 8                            |
| Nick Rose                                                   | 5000 m           | 13:44,7 |               |               |               | 13:40,6    | ausgeschieden |         |                              |
| David Moorcroft                                             | 5000 m           | 13:43,0 |               |               |               | 13:58,2    |               |         |                              |
| Barry Smith                                                 | 5000 m           | 13:46,3 |               |               |               | 13:36,7    |               |         |                              |
| Brendan Foster                                              | 10.000 m         | 28:55,2 |               |               |               |            |               | 28.22,6 | 11                           |
| Mike McLeod                                                 | 10.000 m         | 28:57,3 |               |               |               |            |               | 28.40,8 | 12                           |
| Geoff Smith                                                 | 10.000 m         | 30:00,1 | ausgeschieden |               |               |            |               |         |                              |
| Dave Black                                                  | Marathon         |         |               |               |               |            |               | nr      | DNF                          |
| Bernie Ford                                                 | Marathon         |         |               |               |               |            |               | nr      | DNF                          |
| Ian Thompson                                                | Marathon         |         |               |               |               |            |               | nr      | DNF                          |
| Wilbert Greaves                                             | 110 m Hürden     | 13,85   |               |               |               | 13,98      | ausgeschieden |         |                              |
| Mark Holtom                                                 | 110 m Hürden     | 13,83   |               |               |               | 13,94      | ausgeschieden |         |                              |
| Gary Oakes                                                  | 400 m Hürden     | 50,39   |               |               |               | 50,07      |               | 49,11   | Bronzemedaille – 3. Platz    |
| Colin Reitz                                                 | 3000 m Hindernis | 8:35,8  |               |               |               | 8:29,8     | ausgeschieden |         |                              |
| Roger Hackney                                               | 3000 m Hindernis | 8:36,3  |               |               |               | 8:29,2     | ausgeschieden |         |                              |
| Anthony Staynings                                           | 3000 m Hindernis | 8:47,5  |               |               |               | 8:52,3     | ausgeschieden |         |                              |
| Michael McFarlane Allan Wells Cameron Sharp Andrew McMaster | 4 × 100 m        | 39,20   |               |               |               |            |               | 38,62   | 4                            |
| Alan Bell Terry Whitehead Roderick Milne Glendon Cohen      | 4 × 400 m        | 3:05,9  |               |               |               |            |               | DNF     | DNF                          |
| Roger Mills                                                 | 20 km Gehen      |         |               |               |               |            |               | 1:32,37 | 10                           |
| Ian Richards                                                | 50 km Gehen      |         |               |               |               |            |               | 4:22,57 | 11                           |
| Brian Hooper                                                | Stabhochsprung   | 5,35    |               |               |               |            |               | 5,35    | 11                           |
| Mark Naylor                                                 | Hochsprung       | 2,21    |               |               |               |            |               | 2,21    | 9                            |
| Keith Connor                                                | Dreisprung       | 16,57   |               |               |               |            |               | 16,87   | 4                            |
| Geoff Capes                                                 | Kugelstoßen      | 19,75   |               |               |               |            |               | 20,50   | 4                            |
| David Ottley                                                | Speerwurf        | 77,20   | ausgeschieden |               |               |            |               |         | 14                           |
| Chris Black                                                 | Hammerwurf       | 66,74   | ausgeschieden |               |               |            |               |         | 14                           |
| Paul Dickenson                                              | Hammerwurf       | 64,22   | ausgeschieden |               |               |            |               |         | 15                           |
| Daley Thompson                                              | Zehnkampf        |         |               |               |               |            |               | 8495    | Goldmedaille – Olympiasieger |
| Brad McStravick                                             | Zehnkampf        |         |               |               |               |            |               | 7616    | 15                           |

| Athleten                                                    | Wettbewerb   | Vorlauf | Vorlauf       | Viertelfinale | Viertelfinale | Halbfinale | Halbfinale    | Finale | Finale                    |
| Athleten                                                    | Wettbewerb   | Zeit    | Rang          | Zeit          | Rang          | Zeit       | Rang          | Zeit   | Rang                      |
| ----------------------------------------------------------- | ------------ | ------- | ------------- | ------------- | ------------- | ---------- | ------------- | ------ | ------------------------- |
| Frauen                                                      |              |         |               |               |               |            |               |        |                           |
| Kathy Smallwood                                             | 100 m        | 11,37   |               | 11,24         |               | 11,3       |               | 11,28  | 6                         |
| Heather Hunte                                               | 100 m        | 11,40   |               | 11,25         |               | 11,36      |               | 11,34  | 8                         |
| Sonia Lannaman                                              | 100 m        | 11,58   |               | 11,20         |               | 11,38      | ausgeschieden |        |                           |
| Kathy Smallwood                                             | 200 m        | 23,15   |               | 22,95         |               | 22,65      |               | 22,61  | 5                         |
| Bev Goddard                                                 | 200 m        | 23,35   |               | 22,97         |               | 22,73      |               | 22,72  | 6                         |
| Sonia Lannaman                                              | 200 m        | 23,55   |               | 22,84         |               | 22,82      |               | 22,80  | 8                         |
| Linsey Macdonald                                            | 400 m        | 52,57   |               |               |               | 51,60      |               | 52,40  | 8                         |
| Michelle Probert                                            | 400 m        | 52,16   |               |               |               | 51,89      | ausgeschieden |        |                           |
| Joslyn Hoyte                                                | 400 m        | 52,24   |               |               |               | 51,47      | ausgeschieden |        |                           |
| Christina Boxer                                             | 800 m        | 2:02,1  |               | 2:00,9        | ausgeschieden |            |               |        |                           |
| Janet Marlow                                                | 1500 m       | 4:15,9  | ausgeschieden |               |               |            |               |        |                           |
| Shirley Strong                                              | 100 m Hürden | 13,39   |               |               |               | 13,12      | ausgeschieden |        |                           |
| Lorna Boothe                                                | 100 m Hürden | 13,86   | ausgeschieden |               |               |            |               |        |                           |
| Linsey Macdonald Kathy Smallwood Bev Goddard Sonia Lannaman | 4 × 100 m    |         |               |               |               |            |               | 42,43  | Bronzemedaille – 3. Platz |
| Heather Hunte Michelle Probert Joslyn Hoyte Donna Murray    | 4 × 400 m    | 3:29,0  |               |               |               |            |               | 3:27,5 | Bronzemedaille – 3. Platz |
| Louise Miller                                               | Hochsprung   | 1,88    |               |               |               |            |               | 1,85   | 11                        |
| Susan Hearnshaw                                             | Weitsprung   | 6,66    |               |               |               |            |               | 6,50   | 9                         |
| Sue Reeve                                                   | Weitsprung   | 6,48    |               |               |               |            |               | 6,46   | 10                        |
| Angela Littlewood                                           | Kugelstoßen  |         |               |               |               |            |               | 17,53  | 13                        |
| Meg Ritchie                                                 | Diskuswurf   | 58,66   |               |               |               |            |               | 61,16  | 9                         |
| Tessa Sanderson                                             | Speerwurf    | 48,76   | ausgeschieden |               |               |            |               |        |                           |
| Fatima Whitbread                                            | Speerwurf    | 47,44   | ausgeschieden |               |               |            |               |        |                           |
| Judy Livermore                                              | Siebenkampf  |         |               |               |               |            |               | 4304   | 13                        |
| Sue Longden                                                 | Siebenkampf  |         |               |               |               |            |               | 4234   | 15                        |
| Yvette Wray                                                 | Siebenkampf  |         |               |               |               |            |               | 4159   | 16                        |

### Moderner Fünfkampf
| Athleten                      | Fechten | Fechten | Schwimmen | Schwimmen | Reiten | Reiten | Combined | Combined | Punkte | Rang |
| Athleten                      | Bilanz  | Punkte  | Zeit      | Punkte    | Zeit   | Punkte | Zeit     | Punkte   | Punkte | Rang |
| ----------------------------- | ------- | ------- | --------- | --------- | ------ | ------ | -------- | -------- | ------ | ---- |
| Männer                        |         |         |           |           |        |        |          |          |        |      |
| Danny Nightingale             |         |         |           |           |        |        |          |          | 5.168  | 15   |
| Peter Whiteside               |         |         |           |           |        |        |          |          | 5.085  | 21   |
| Nigel Clark                   |         |         |           |           |        |        |          |          | 4.809  | 33   |
| Mannschaft                    |         |         |           |           |        |        |          |          |        |      |
| Nightingale, Whiteside, Clark |         |         |           |           |        |        |          |          | 15.062 | 8    |

### Radsport
Männer
- Robert Downs
- Tony Doyle
- Malcolm Elliott
- Des Fretwell
- John Herety
- Steve Jones
- Neil Martin
- Glen Mitchell
- Terrence Tinsley
- Joe Waugh
- Jeff Williams
- Sean Yates

### Ringen
- Brian Aspen
- Matthew Clempner
- Mark Dunbar
- Keith Peache
- Amrik Singh Gill
- Fitz Walker

### Rudern
| Athleten | Wettbewerb             | Vorlauf | Vorlauf | Hoffnungslauf | Hoffnungslauf | Viertelfinale | Viertelfinale | Halbfinale | Halbfinale | Finale | Finale | Rang |
| Athleten | Wettbewerb             | Zeit    | Rang    | Zeit          | Rang          | Zeit          | Rang          | Zeit       | Rang       | Zeit   | Rang   | Rang |
| --- | ---------------------- | ------- | ------- | ------------- | ------------- | ------------- | ------------- | ---------- | ---------- | ------ | ------ | ---- |
| Männer |                        |         |         |               |               |               |               |            |            |        |        |      |
| Hugh Matheson | Einer                  |         |         |               |               |               |               |            |            |        | 6      |      |
| Jim Clark, Chris Baillieu | Doppelzweier           |         |         |               |               |               |               |            |            |        | 4      |      |
| Malcolm Carmichael, Charles Wiggin | Zweier ohne Steuermann |         |         |               |               |               |               |            |            |        | 3      |      |
| Neil Christie, James Macleod, David Webb | Zweier mit Steuermann  |         |         |               |               |               |               |            |            |        | 9      |      |
| John Beattie, David Townsend, Ian McNuff, Martin Cross                                                                                         | Vierer ohne Steuermann |         |         |               |               |               |               |            |            |        | 3      |      |
| Leonard Robertson, Colin Seymour, John Roberts, Gordon Rankine, Alan Inns                                                                      | Vierer mit Steuermann  |         |         |               |               |               |               |            |            |        | 7      |      |
| Henry Clay, Andrew Justice, Chris Mahoney, Duncan McDougall, Malcolm McGowan, John Pritchard, Richard Stanhope, Allan Whitwell, Colin Moynihan | Achter                 |         |         |               |               |               |               |            |            |        | 2      |      |
| Frauen |                        |         |         |               |               |               |               |            |            |        |        |      |
| Beryl Mitchell | Einer                  |         |         |               |               |               |               |            |            |        | 5      |      |
| Susan Handscombe, Astrid Ayling | Zweier                 |         |         |               |               |               |               |            |            |        | 7      |      |
| Pauline Janson, Bridget Buckley, Pauline Bird-Hart, Jane Cross, Sue Brown                                                                      | Vierer mit Steuerfrau  |         |         |               |               |               |               |            |            |        | 6      |      |
| Gillian Hodges, Joanna Toch, Penny Sweet, Linda Clark, Elizabeth Paton, Rosie Clugston, Nicola Boyes, Beverly Jones, Pauline Wright            | Achter                 |         |         |               |               |               |               |            |            |        | 5      |      |

### Schwimmen
| Athleten                                                                                           | Wettbewerb          | Vorlauf  | Vorlauf       | Halbfinale | Halbfinale    | Finale  | Finale        | Rang                      |
| Athleten                                                                                           | Wettbewerb          | Zeit     | Rang          | Zeit       | Rang          | Zeit    | Rang          | Rang                      |
| -------------------------------------------------------------------------------------------------- | ------------------- | -------- | ------------- | ---------- | ------------- | ------- | ------------- | ------------------------- |
| Männer                                                                                             |                     |          |               |            |               |         |               |                           |
| Martin Smith                                                                                       | 100 m Freistil      | 51,88    |               |            |               | 52,41   | ausgeschieden |                           |
| Mark Taylor                                                                                        | 100 m Freistil      | 54,65    | ausgeschieden |            |               |         |               |                           |
| Martin Smith                                                                                       | 200 m Freistil      | 1:54,17  |               |            |               | –       | –             | –                         |
| Kevin Lee                                                                                          | 200 m Freistil      | 1:55,63  |               |            |               |         |               |                           |
| Andrew Astbury                                                                                     | 400 m Freistil      | 4:00,30  | ausgeschieden |            |               |         |               |                           |
| Simon Gray                                                                                         | 400 m Freistil      | 3:57,60  | ausgeschieden |            |               |         |               |                           |
| Andrew Astbury                                                                                     | 1500 m Freistil     | 15:54,32 | ausgeschieden |            |               |         |               |                           |
| Simon Gray                                                                                         | 1500 m Freistil     | 15:43,17 | ausgeschieden |            |               |         |               |                           |
| Gary Abraham                                                                                       | 100 m Rücken        |          |               |            |               | 58,38   | 8             |                           |
| Douglas Campbell                                                                                   | 100 m Rücken        | 58,75    |               | 58,61      | ausgeschieden |         |               |                           |
| Paul Marshall                                                                                      | 100 m Rücken        | 58,35    |               | 58,82      | ausgeschieden |         |               |                           |
| Douglas Campbell                                                                                   | 200 m Rücken        |          |               |            |               | 2:04,23 | 7             |                           |
| James Carter                                                                                       | 200 m Rücken        | 2:09,94  | ausgeschieden |            |               |         |               |                           |
| Duncan Goodhew                                                                                     | 100 m Brust         |          |               |            |               | 1:03,44 | 1             |                           |
| Leigh Atkinson                                                                                     | 100 m Brust         | 1:06,43  | ausgeschieden |            |               |         |               |                           |
| Duncan Goodhew                                                                                     | 200 m Brust         |          |               |            |               | 2:20,92 | 6             |                           |
| Gary Abraham                                                                                       | 100 m Schmetterling |          |               |            |               | 55,42   | 6             |                           |
| David Lowe                                                                                         | 100 m Schmetterling | 56,22    |               | 55,81      | ausgeschieden |         |               |                           |
| Philip Hubble                                                                                      | 100 m Schmetterling | 56,30    |               | 56,51      | ausgeschieden |         |               |                           |
| Philip Hubble                                                                                      | 200 m Schmetterling |          |               |            |               | 2:01,20 | 2             |                           |
| Peter Morris                                                                                       | 200 m Schmetterling |          |               |            |               | 2:02,27 | 4             |                           |
| Stephen Poulter                                                                                    | 200 m Schmetterling |          |               |            |               | 2:02,93 | 8             |                           |
| Simon Gray                                                                                         | 400 m Lagen         | 4:29,43  | ausgeschieden |            |               |         |               |                           |
| Stephen Poulter                                                                                    | 400 m Lagen         | 4:35,21  | ausgeschieden |            |               |         |               |                           |
| Douglas Campbell, Philip Hubble, Martin Smith, Andrew Astbury (im Vorlauf: Mark Taylor, Kevin Lee) | 4 × 200 m Freistil  |          |               |            |               | 7:30,81 | 6             |                           |
| Gary Abraham, Duncan Goodhew, David Lowe, Martin Smith (im Vorlauf: Paul Marshall, Mark Taylor)    | 4 × 100 m Lagen     |          |               |            |               | 3:47,71 | 3             |                           |
| Frauen                                                                                             |                     |          |               |            |               |         |               |                           |
| June Croft                                                                                         | 100 m Freistil      | 57,88    | ausgeschieden |            |               |         |               |                           |
| Jackie Willmott                                                                                    | 100 m Freistil      | 58,78    | ausgeschieden |            |               |         |               |                           |
| June Croft                                                                                         | 200 m Freistil      |          |               |            |               | 2:03,15 | 6             |                           |
| Jackie Willmott                                                                                    | 200 m Freistil      | 2:08.04  | ausgeschieden |            |               |         |               |                           |
| Sharron Davies                                                                                     | 400 m Freistil      | 4:19,99  | ausgeschieden |            |               |         |               |                           |
| Jackie Willmott                                                                                    | 400 m Freistil      | 4:22,32  | ausgeschieden |            |               |         |               |                           |
| Jackie Willmott                                                                                    | 800 m Freistil      | 8:50,51  | ausgeschieden |            |               |         |               |                           |
| Joy Beasley                                                                                        | 100 m Rücken        | 1:06,84  | ausgeschieden |            |               |         |               |                           |
| Helen Jameson                                                                                      | 100 m Rücken        | 1:05,56  | ausgeschieden |            |               |         |               |                           |
| Helen Jameson                                                                                      | 200 m Rücken        | 2:17,84  | ausgeschieden |            |               |         |               |                           |
| Jane Admans                                                                                        | 200 m Rücken        | 2:19,20  | ausgeschieden |            |               |         |               |                           |
| Margaret Kelly                                                                                     | 100 m Brust         | 1:12,38  |               |            |               | 1:11,48 | 4             |                           |
| Susannah Brownsdon                                                                                 | 100 m Brust         | 1:12,83  |               |            |               | 1:12,11 | 6             |                           |
| Margaret Kelly                                                                                     | 200 m Brust         | 2:37,67  |               |            |               |         |               |                           |
| Deborah Rudd                                                                                       | 200 m Brust         | 2:36,32  |               |            |               |         |               |                           |
| Ann Osgerby                                                                                        | 100 m Schmetterling |          |               |            |               | 1:02,21 | 4             |                           |
| Janet Osgerby                                                                                      | 100 m Schmetterling |          |               |            |               | 1:02,90 | 8             |                           |
| Susan Cooper                                                                                       | 100 m Schmetterling | 1:02,95  | ausgeschieden |            |               |         |               |                           |
| Ann Osgerby                                                                                        | 200 m Schmetterling |          |               |            |               | 2:14,83 | 6             |                           |
| Janet Osgerby                                                                                      | 200 m Schmetterling | 2:18,01  | ausgeschieden |            |               |         |               |                           |
| Sharron Davies                                                                                     | 400 m Lagen         | 4:52,38  |               |            |               | 4:46,83 | 2             | Silbermedaille – 2. Platz |
| Sarah Kerswell                                                                                     | 400 m Lagen         | 5:03,75  | ausgeschieden |            |               |         |               |                           |
| Sharron Davies, Kaye Lovatt, Jacquelina Willmott, June Croft                                       | 4 × 100 m Freistil  |          |               |            |               | 3:57,71 | 4             |                           |
| Helen Jameson, Margaret Kelly, Ann Osgerby, June Croft                                             | 4 × 100 m Lagen     |          |               |            |               | 4:14,24 | 2             |                           |

### Turnen
| Männer - Keith Langley - Tommy Wilson - Barry Winch | Frauen - Susan Cheesebrough - Suzanne Dando - Denise Jones |

### Wasserspringen
| Athleten          | Wettbewerb        | Vorkampf | Vorkampf | Halbfinale | Halbfinale | Finale  | Finale | Rang |
| Athleten          | Wettbewerb        | Punkte   | Rang     | Punkte     | Rang       | Punkte  | Rang   | Rang |
| ----------------- | ----------------- | -------- | -------- | ---------- | ---------- | ------- | ------ | ---- |
| Männer            |                   |          |          |            |            |         |        |      |
| Christopher Snode | Kunstspringen 3 m |          |          |            |            | 844,470 | 6      |      |
| Christopher Snode | Turmspringen 10 m |          |          | 468,21     | 9          |         |        |      |
| Martyn Brown      | Turmspringen 10 m |          |          | 380,91     | 19         |         |        |      |
| Frauen            |                   |          |          |            |            |         |        |      |
| Alison Drake      | Kunstspringen 3 m | 368,01   | 20       |            |            |         |        |      |
| Deborah Jay       | Kunstspringen 3 m | 362,73   | 22       |            |            |         |        |      |
| Marion Saunders   | Turmspringen 10 m | 290,82   | 14       |            |            |         |        |      |
| Lindsey Fraser    | Turmspringen 10 m | 277,08   | 15       |            |            |         |        |      |